# Mac Mackenzie
Cindy "Mac" Mackenzie è un personaggio della serie televisiva Veronica Mars. È interpretata da Tina Majorino.

## Biografia
Nell'episodio in cui viene introdotta nella serie, Mac aiuta Veronica a scoprire chi ha rubato la password del suo account studentesco e ha compilato al suo posto il test di purezza (un test on line di moda tra gli studenti del Neptune High) in modo da farla sembrare una poco di buono. Mac, appassionata di computer, la aiuta, e le due ragazze si prendono presto in simpatia. Alla fine Veronica scopre che è stata Mac ad inventare il test di purezza, per raccogliere soldi per comprarsi un'auto nuova.
Mac è una ragazza timida e molto dolce, allegra e con una gran voglia di vedere il mondo; ha una grande passione per i computer e lo studio, a scuola passa inosservata, preferendo passare molto tempo nel laboratorio di informatica. I suoi genitori sono sempre gentili ed ospitali, ha un fratello minore e spesso va in campeggio con la famiglia in camper, attività che i genitori amano molto. La sua famiglia non è ricca, ma fanno tutto il possibile per lei. Nonostante l'ambiente familiare sereno Mac ha sempre sentito di non essere in sintonia con la sua famiglia, così chiede a Veronica di investigare sul passato dei suoi genitori, sperando in qualche trascorso giovanile divertente o avventuroso ; Veronica scopre però che Mac è stata scambiata per sbaglio alla nascita con Madison Sinclair, una delle ragazze più arroganti e snob della scuola. L'errore era stato scoperto quattro anni dopo la nascita delle due bambine ma i genitori di entrambi decisero di tenere la figlia da loro cresciuta, non riuscendo a separarsene. Ogni famiglia ricevette però un rimborso di un milione di dollari dall'ospedale. Mentre la famiglia di Madison investì i soldi che fruttarono, quella di Mac decide di fondare un'impresa che però andò in bancarotta. Mac e Veronica vanno, non invitate, alla festa dei 16 anni di Madison, dato che Mac vuole vedere come sarebbe stata la sua vita con la sua vera famiglia e conosce la sorella minore, che le somiglia molto. Inizialmente Mac vorrebbe rivelare la verità a Madison anche per farle dispetto, ma non ci riesce. Riesce comunque a far capire alla sua vera madre di sapere la verità, ma non se la sente di  stravolgere la vita dei genitori e del fratello e inizia ad apprezzarli di più.
Mac trova in Veronica la sua migliore amica e spesso si lascia coinvolgere nelle investigazioni, dove può esprimere il suo talento nell'informatica e nell'elettronica.
Mac è stata fidanzata con Cassidy Casablancas, nonostante sia più grande di lui, ma la loro relazione finì quando Cassidy non volle avere rapporti sessuali con lei. I due ragazzi tornarono insieme poco prima del diploma nell'episodio "Nessuna foto"; nello stesso episodio però Veronica scopre che Cassidy è il responsabile dell'incidente dello scuolabus. Cassidy, intercettando il messaggio di Veronica, abbandona la stanza e Mac, che si trova sotto la doccia, portandole via tutti i vestiti. In seguito cerca di uccidere Veronica che viene salvata dall'intervento di Logan. La stessa notte Cassidy si suicida.
Nella terza stagione Mac frequenta l'Hearst College con Veronica e inizialmente rimane distaccata da possibili nuove relazioni. Una serie di stupri nel campus le fanno tornare in mente brutti ricordi ma in seguito riesce a superare le sue paure e iniziare delle nuove storie, prima con Bronson, un convinto animalista che spesso libera gli animali da laboratorio, e poi con Max con cui condivide la passione per l'informatica. La loro storia si interrompe perché Max non vuole abbandonare la sua redditizia attività di vendita dei test d'esame ma al contrario vuole abitare in pianta stabile vicino al campus. Nel film, ambientato anni dopo, ha un buon lavoro ed è diventata molto attraente e sofisticata.